# 小笠原茉由
小笠原 茉由（おがさわら まゆ、1994年〈平成6年〉4月11日 - ）は、日本の元タレント、元アイドルであり、女性アイドルグループ・NMB48およびAKB48の元メンバーである。大阪府枚方市出身。KYORAKU吉本.ホールディングスを経て、芸能活動終了時点でShowtitle所属。

## 略歴
2010年
- 9月20日、『NMB48オープニングメンバーオーディション』に合格（応募総数7256名、最終合格者26名）。
- 10月16日、LIVE STAND 2010 OSAKAの吉本新喜劇に山本彩、渡辺美優紀とともに出演する。NMB48メンバーとしては初の出演だった。

2011年
- 1月1日、大阪市・難波のNMB48劇場において、『NMB48 1期生「誰かのために」』公演を開始、選抜メンバー16名のうちの1人として劇場公演デビューを果たす。ユニット曲は山田菜々との「蜃気楼」である。
- 12月8日、『AKB0048』の声優選抜には選ばれなかったが、1次審査通過者30人には残る[3]。

2012年
- 1月13日、R-1ぐらんぷり2012に「小笠原茉由」名義で出場し、2月22日開催の3回戦まで進んで敗退する（NMB48の他のメンバーでは岸野里香が2回戦敗退）[4]。ともに3回戦敗退だったたむらけんじからは「ソロデビューせい」と評価される[5]。
- 5月から6月にかけて実施された『AKB48 27thシングル 選抜総選挙』では60位で、フューチャーガールズに選出される[6]。AKB48名義シングルでは初選抜となる。

2013年
- 4月11日、19歳の誕生日イベントとして、南海電気鉄道空港特急「ラピート」関西空港発難波行き列車の2両を貸し切る「小笠原特急 みなさんを夢の世界へおつれしま〜ちゅん」ツアーを開催[7][8]。
- 5月から6月にかけて実施された『AKB48 32ndシングル 選抜総選挙』では54位で、フューチャーガールズに選出される[9]。

2014年
- 2月24日、Zepp DiverCityで開催された「AKB48グループ大組閣祭り」にて、AKB48チームBへの移籍が発表される[10]。
- 4月22日、この日をもってNMB48としての活動を終了。
- 5月から6月にかけて実施された『AKB48 37thシングル 選抜総選挙』では76位で、アップカミングガールズに選出される[11]。

2015年
- 3月26日、さいたまスーパーアリーナで行われた『AKB48 春の単独コンサート〜ジキソー未だ修行中!〜』においてチームAへ異動することが発表された[12]。

2016年
- 10月14日、AKB48劇場で行われたチームA公演において年内でグループを卒業することが発表され[13]、12月22日にAKB48劇場で卒業公演を実施し、12月24日にAKB48としての活動を終了[14]。

2018年
- 8月26日、大阪・ルフールなんば道頓堀店にて開催された自身のファンミーティングにおいて、2018年内をもって芸能界から引退することを発表[15][16]。その後最初で最後の写真集を出版し（後述）、同年末をもって芸能活動を終了した。

2021年
- 10月23日、一般男性と結婚したことが明らかになった[17]。

前述のように芸能活動は2018年をもって終了し一般人となっているが、AKB48グループ所属時代より仲が良く芸能活動を継続している元メンバーのイベントにMCや企画立案で参加するといった交流は続いている。

## 人物
- 姉が1人と妹が1人の3姉妹の次女である[19]。
- 自身をマイペースだと分析している[20]。自己分析による長所は、いつまでも少女の心を持っているところ[21]。
- 好きなアニメは『プリキュア』で、シリーズの中では『Yes!プリキュア5GoGo!』、キャラクターはキュアレモネードが大好きである[22]。2012年放送の『スマイルプリキュア!』にも熱中しており、自分のファンに「実況」を依頼することがあったほど[23]。エンディングテーマのダンスも「完璧」に覚えている模様[24]。他には『クレヨンしんちゃん』も好きである[25]。
- アニメソングで一番好きなのは、『Yes!プリキュア5』のオープニング「プリキュア5、スマイル go go!」である[26]。『クレヨンしんちゃん』の「オラはにんきもの」も好きで、ときどき頭の中で曲が流れてしまうことがある[26]。
- 好きなサイリュームの色は黄色、オレンジである[25]。
- リボンが好きである。リボンの小物が多く、洋服もリボンつきのものを多数所持している[27]。
- 祖父母の影響で演歌が好き[28]。
- 虫が大の苦手で、夏は虫除けスプレーが必需品である[27]。
- NMB48のオーディション当時からアルパカのぬいぐるみである「アルパ子」と一緒にいる[29]。
- 将来の夢は、声優、アニメ作家、アイドルプロデューサー、女優[21]だった。
- 目標とするタレントは石原さとみ[30]だった。
- 初めて自分で買ったCDは平野綾の「スピード☆スター」である[31]。
- 手話を勉強しており、握手会でファンと手話で会話したこともある[32]。
- ブログで「(-゜3 ゜)ノ」の顔文字をよく使っていた。他にも「〜します」を「〜しまーちゅん」と表現し、「可愛い」の意味がある「きゃまちぃ」という独自の言葉を使っていた[33]。
- 『サザエさん』の穴子や高橋みなみ、渡辺麻友などのものまねが得意である。一方、『クレヨンしんちゃん』の野原しんのすけのものまねは木下春奈から不評であった[26]。
- 結婚後は三上悠亜とのつながりから伊藤舞雪を知り、ラジオへの投稿を経て繋がり伊藤とは友人関係となっている[34]。

### NMB48・AKB48
- キャッチフレーズは「なんば発、小笠原特急 みなさんを夢の世界へお連れしまーちゅん」である[25]。
- NMB48のオーディションに応募したのは、AKB48のイベントに参加したときに、彼女達がファンに元気を与えている姿を観て、それに憧れたから[20]。
- 憧れの人物はAKB48の渡辺麻友である[20]。
- NMB48について、「今まで知らなかった自分を知ることができる場所」であると語った[27]。
- 劇場公演曲で一番好きなのは、公演のタイトルでもある「誰かのために」[22]。初日の公演では、この曲中に、ようやくスタート地点に立てたという思いや、他にも色々な気持ちが頭の中をめぐり、号泣した[35]。
- メンバーによるアンケートで、「一番歌が上手いと思うメンバー」として第3位に選ばれた。声が可愛いことが理由の一つとして挙げられている[36]。
- メンバーによる投票で、「一番オタクっぽいで賞」、17票を獲得して第1位に選ばれた。理由はアニメの話をよくしたり、台詞の真似をするから。しかし、本人はこの結果を意外だと思っている[27]。また、チームMの木下百花を部長にして、アニメ好きのメンバーが集まった「キモヲタレンジャー」に「妄想イエロー」として参加していた[37]。
- NMB48のどのメンバーとも仲が良い。中でも特に仲の良いメンバーは山本彩で、「さや姉」と呼んで追い掛け回すほど慕っている[19]。また小谷里歩（現・三秋里歩）とも仲が良く、「ちゅぽぽ」というコンビを組んでいた[38][39]。
- 近藤里奈を甘やかして可愛がる「りぃちゃんあまやかし隊」を小谷と一緒に組んでいた[37]。
- 他のメンバーと比べて汗っかき。チームMの谷川愛梨も汗っかきであるため、2人で「汗っかき同盟」を結成していた[30]。
- Google+における、AKB48グループの部活動では軽音部に所属していた。担当はトランペットを希望[40]。トランペットは、「GIVE ME FIVE!」NMB48 ver.の担当楽器でもある[41]。

## AKB48・NMB48での参加楽曲

### シングル選抜楽曲
AKB48名義
- 「ギンガムチェック」に収録
  - Show fight ! - 「フューチャーガールズ」名義
- 「永遠プレッシャー」に収録
  - HA ! - 「NMB48」名義
- 「恋するフォーチュンクッキー」に収録
  - 推定マーマレード - 「フューチャーガールズ」名義
- 「鈴懸の木の道で「君の微笑みを夢に見る」と言ってしまったら僕たちの関係はどう変わってしまうのか、僕なりに何日か考えた上でのやや気恥ずかしい結論のようなもの」に収録
  - 君と出会って僕は変わった - 「NMB48」名義
- 「前しか向かねえ」に収録
  - KONJO - 「Talking Chimpanzees」名義
- 「ラブラドール・レトリバー」に収録
  - Bガーデン - 「Team B」名義
- 「心のプラカード」に収録
  - チューインガムの味がなくなるまで - 「アップカミングガールズ」名義
- 「希望的リフレイン」に収録
  - ロンリネスクラブ - 「Team B」名義
  - 歌いたい - 「かとれあ組」名義
- 「唇にBe My Baby」に収録
  - やさしい place - 「Team A」名義
- 「君はメロディー」に収録
  - M.T.に捧ぐ - 「横山Team A」名義
- 「翼はいらない」に収録
  - Set me free - 「Team A」名義

NMB48名義
- 絶滅黒髪少女
  - 青春のラップタイム
  - 僕が負けた夏 - 「白組」名義
  - 三日月の背中
- オーマイガー!
  - 僕は待ってる
  - 結晶 - 「白組」名義
  - 嘘の天秤 - 「NMBセブン」名義
- 純情U-19
  - 努力の雫 - 白組」名義
  - 恋愛のスピード - 「NMBセブン」名義
- ナギイチ
  - 僕がもう少し大胆なら  - 「紅組」名義
  - 初恋の行方とプレイボール  - 「NMBセブン」名義
- ヴァージニティー
  - 妄想ガールフレンド
  - 存在してないもの - 「紅組」名義
- 北川謙二
  - インゴール
  - 星空のキャラバン - 「白組」名義
- 僕らのユリイカ
  - 届かなそうで届くもの
  - 奥歯 - 「白組」名義
- カモネギックス
- 高嶺の林檎
- 「Must be now」に収録
  - 俺らとは

### アルバム選抜楽曲
AKB48名義
- 『ここにいたこと』に収録
  - ここにいたこと
- 『1830m』に収録
  - 青空よ 寂しくないか?
- 『ここがロドスだ、ここで跳べ!』に収録
  - To goで - 「倉持Team B」名義
  - 生き続ける
- 『0と1の間』に収録
  - Clap - 「Team A」名義

NMB48名義
- 『てっぺんとったんで!』に収録
  - てっぺんとったんで!
  - 12月31日
  - Lily - 「teamN」名義
- 『世界の中心は大阪や 〜なんば自治区〜』に収録
  - “生徒手帳の写真は気に入っていない”の法則

### その他の参加楽曲
- シングル「逆さ坂」（「じゃんけん民」名義）に収録
  - 奇跡のドア - 「AKB48」名義

### 劇場公演ユニット曲
AKB48名義
チームB 6th Stage「パジャマドライブ」公演
- 鏡の中のジャンヌダルク

春風亭小朝「イヴはアダムの肋骨」公演
- 『南京玉簾』

チームA 7th Stage「M.T.に捧ぐ」公演
- 負け男

NMB48名義
チームN 1st Stage「誰かのために」公演
- Bird（山本彩のアンダー）
- 蜃気楼
- 制服が邪魔をする

チームN 2nd Stage「青春ガールズ」公演
- Blue rose
- ふしだらな夏

チームN 3rd Stage「ここにだって天使はいる」公演
- 何度も狙え!
- 初めての星
- 100年先でも

## 出演

### テレビ
- なにわなでしこ（2011年7月12日 - 12月28日、日本テレビ）
- 流行りん♥モンロー!（2012年4月23日 - 9月17日、関西テレビ）
- NMB48 げいにん!（2012年7月3日 - 9月25日、日本テレビ）
  - NMB48 げいにん!!2（2013年4月3日 - 6月19日、日本テレビ）
  - NMB48 げいにん!!!3（2014年8月2日 - 8月23日、日本テレビ）[注 1]
- ブラックミリオン（2013年4月6日 - 2014年3月29日、テレビ東京）
- NMBとまなぶくん（2013年4月11日 - 2014年6月5日 不定期出演、関西テレビ）
  - 2013年4月11日から2014年4月17日まではNMB48メンバーとして不定期出演。
  - 2014年5月29日と6月5日はAKB48メンバーとしてVTRで出演。
- おかまーちゅんチャンネル（2016年4月14日 - 2017年1月26日、Kawaiian TV） - MC[42][注 2]
- 小笠原茉由が結婚します!（2017年2月2日 - 、Kawaiian TV）

### テレビドラマ
- マジすか学園4 第9話（2015年3月23日、日本テレビ） - ビリケン 役

### 舞台
- リーディングシアター「恋工場」（2016年9月21日、ベルサール渋谷ガーデン Cホール）[43]

### ラジオ
- MBSうたぐみ Smile×Songs「NMB48のTEPPENラジオ」（2013年7月1日 - 2014年3月26日、MBSラジオ）
- まーちゅん・fumikaの真夜中のウイウイ（2014年9月6日 - 2017年3月31日、FM NACK5）[注 3]
- アイドルステーション（2017年9月7日 - 2018年10月4日、目黒FM） - アシスタントMC[44]
- 甘い言葉で。。。（2018年4月8日 - 12月9日、調布FM）

### ネット配信
- 小笠原茉由のまーちゅんチャンネル（2014年7月14日 - 、ニコニコチャンネル）
  - まーちゅんチャンネル（2014年7月14日 - 、ニコニコ生放送）
  - 生主まーちゅん（2014年7月14日 - 、ニコニコ生放送）
  - おかまーちゅんチャンネル（2016年4月14日 - 、ニコニコ生放送）[注 4]

### 映画
- NMB48 げいにん!THE MOVIE お笑い青春ガールズ!（2013年8月1日、よしもとクリエイティブ・エージェンシー）
- NMB48 げいにん!THE MOVIE リターンズ 卒業!お笑い青春ガールズ!!新たなる旅立ち（2014年7月25日、よしもとクリエイティブ・エージェンシー）

### CM
- モンスターハンター3G（2011年11月 - 、カプコン） - 徳井義実（チュートリアル）、スリムクラブと共演

## 書籍

### 雑誌・新聞連載
- 月刊ENTAME（2012年3月30日 - 2013年3月30日、徳間書店） - 「浪花女のお笑い修行道」を岸野里香と共同連載。

### 写真集
- もったいない。（2018年12月7日、双葉社）[45]